# Ne'ot Afeka

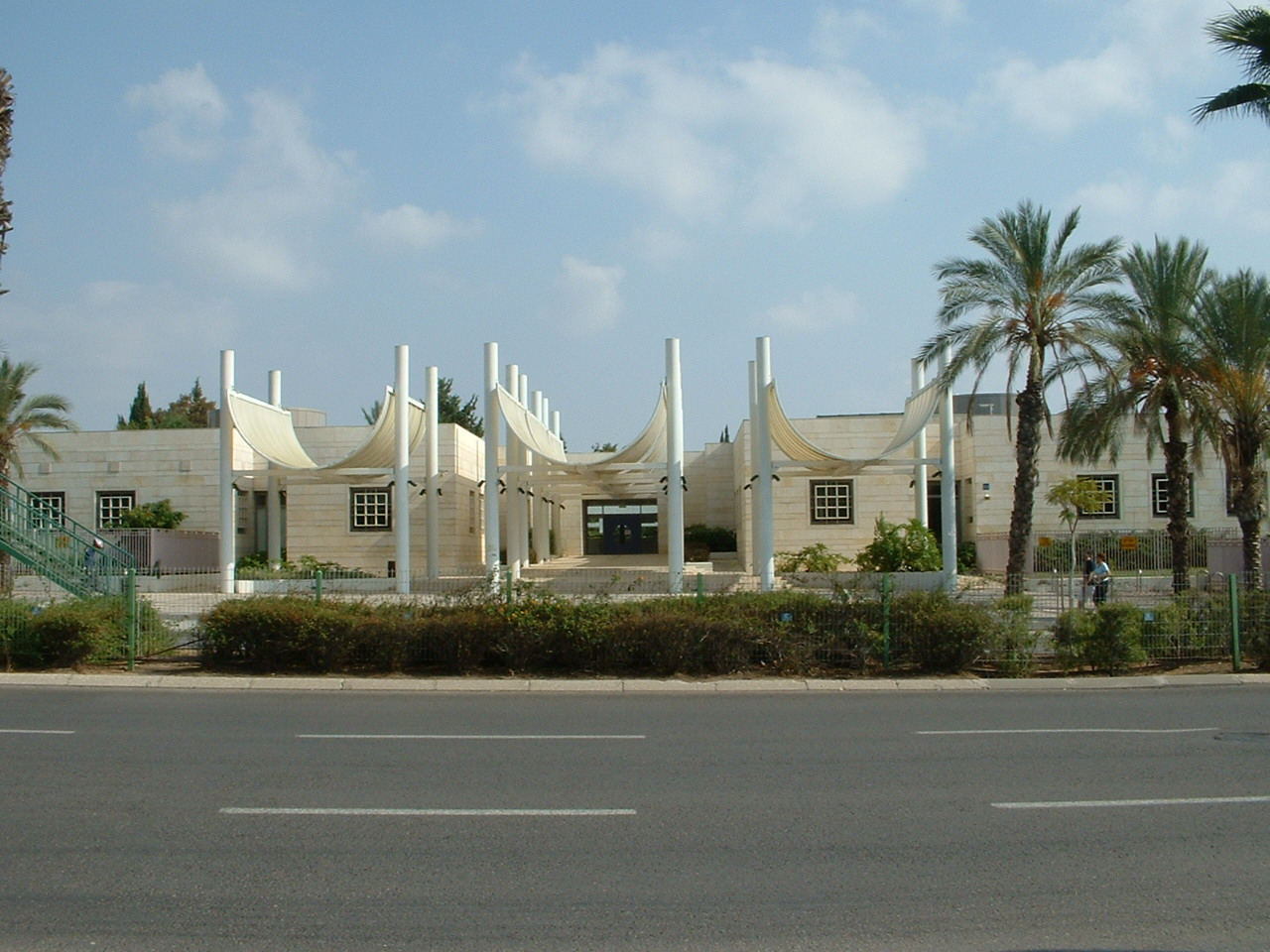
Škola ve čtvrti Ne'ot Afeka Alef

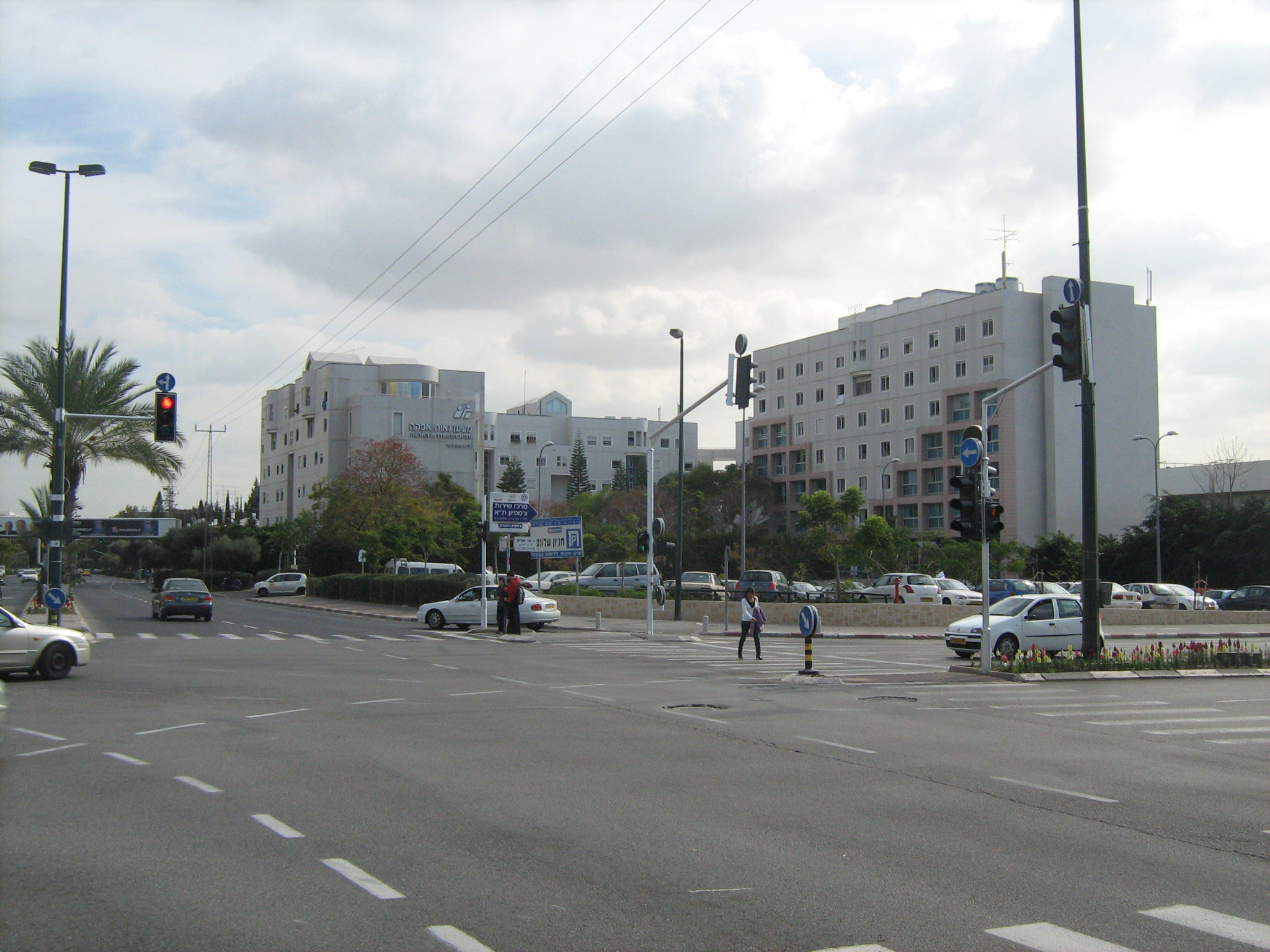
Zástavba ve čtvrti Ne'ot Afeka Bet, křižovatka ulic Keren kajemet le-Jisra'el a Bnej Efrajim

Ne'ot Afeka (hebrejsky: נאות אפקה) je širší čtvrť v severovýchodní části Tel Avivu v Izraeli. Je součástí správního obvodu Rova 2 a samosprávné jednotky Rova Cafon Mizrach. Skládá se ze dvou částí, Ne'ot Afeka Alef a Ne'ot Afeka Bet.

## Geografie
Leží na severovýchodním okraji Tel Avivu, cca 3,5 kilometru od pobřeží Středozemního moře a cca 2 kilometry severně od řeky Jarkon, v nadmořské výšce okolo 30 metrů. Dopravní osou je silnice číslo 482 (ulice Pinchas Rosen a Moše Sne), která probíhá po východním okraji čtvrti. Na východu sousedí se čtvrtí Revivim, Neve Dan a Ramot Cahala, na jihu s Ma'oz Aviv, na severozápadě s Tel Baruch Darom a na severu s Tel Baruch Cafon.

## Popis čtvrti
Plocha čtvrti je vymezena na severu a západě ulicí Bnej Efrajim, na východě ulicemi Pinchas Rosen a Moše Sne a na jihu Mivca Kadeš. Dělicí linie mezi jižnější čtvrtí Ne'ot Afeka Alef a severnější Ne'ot Afeka Bet vede podél ulice Avraham Šlonski. Zástavba má charakter vícepodlažních bytových domů. V roce 2007 tu žilo 7790 obyvatel, z toho v Ne'ot Afeka Alef 2 877 a v Ne'ot Afeka Bet 4 913.